# Vászoly
Vászoly è un comune dell'Ungheria di 190 abitanti (dati 2001). È situato nella contea di Veszprém.